# Greifen (Scheidegg)
Greifen (westallgäuerisch: Grifə) ist ein Gemeindeteil der Marktgemeinde Scheidegg im bayerisch-schwäbischen Landkreis Lindau (Bodensee).

## Geographie
Die Einöde liegt circa einen Kilometer südlich des Hauptorts Scheidegg und zählt zur Region Westallgäu.

## Ortsname
Der Ortsname bezieht sich auf den Familiennamen Greif und bedeutet somit (Ansiedlung) des Greiff. Ebenso wäre ein Ansatz beim Personennamen Grifo/Griffo möglich.

## Geschichte
Greifen wurde urkundlich erstmals 1569 als Greyffen erwähnt. 1770 fand die Vereinödung des Orts mit zwei Teilnehmern statt. Die Ortschaft gehörte einst der Herrschaft Altenburg an. 1818 wurden zwei Wohngebäude in Greifen gezählt.